# Aleurocanthus luteus
Aleurocanthus luteus là một loài côn trùng cánh nửa trong họ Aleyrodidae, phân họ Aleyrodinae.
Aleurocanthus luteus được Martin miêu tả khoa học đầu tiên năm 1985.